# Sonja Greinacher
Sonja Greinacher (Essen, 1 de julio de 1992) es una deportista alemana que compite en baloncesto en la modalidad de 3×3. Participó en los Juegos Olímpicos de París 2024, obteniendo una medalla de oro en el torneo femenino.

## Palmarés internacional
| Juegos Olímpicos | Juegos Olímpicos | Juegos Olímpicos | Juegos Olímpicos |
| Año              | Lugar            | Medalla          | Competición      |
| ---------------- | ---------------- | ---------------- | ---------------- |
| 2024             | París (Francia)  | Medalla de oro   | Torneo femenino  |